# Хоккейная конференция ECAC
Хоккейная конференция ECAC (англ. ECAC Hockey) — одна из шести конференций, которые проводят соревнования по хоккею с шайбой в Первом дивизионе NCAA. С момента основания и до 2004 года конференция была частью Восточной студенческой спортивной конференции (ECAC), объединяющей более 300 колледжей на Востоке США в различных спортивных дисциплинах. В 2004 году принято решение о выходе студенческих клубов по хоккею с шайбой из Восточной студенческой спортивной конференции и создании отдельной конференции для проведения турнира по этому виду спорта. Хоккейная конференция ECAC единственная, в которой членами являются одинаковое количество команд как мужских, так и женских (по 12). Наиболее титулованной среди мужских команд по количеству побед в турнирах ECAC Hockey является команда Корнеллского университета «Биг Рэд»

## Действующие члены
| Университет                         | Тип     | Количество студентов | Место положения         | Год основания | Прозвище команд                |
| ----------------------------------- | ------- | -------------------- | ----------------------- | ------------- | ------------------------------ |
| Брауновский университет             | Частный | 9380                 | Провиденс, Род-Айленд   | 1764          | Браун Беарс (М/Ж)              |
| Кларксонский университет            | Частный | 4300                 | Потсдам, Нью-Йорк       | 1896          | Кларксон Голден Найтс (М/Ж)    |
| Колгейтский университет             | Частный | 2982                 | Гамильтон, Нью-Йорк     | 1819          | Колгейт Райдерс (М/Ж)          |
| Корнеллский университет             | Частный | 23600                | Итака, Нью-Йорк         | 1865          | Корнелл Биг Рэд (М/Ж)          |
| Дартмутский колледж                 | Частный | 5753                 | Хановер, Нью-Гэмпшир    | 1769          | Дартмут Биг Грин (М/Ж)         |
| Гарвардский университет             | Частный | 20042                | Кембридж, Массачусетс   | 1636          | Гарвард Кримсон (М/Ж)          |
| Принстонский университет            | Частный | 6677                 | Принстон, Нью-Джерси    | 1746          | Принстон Тайгерс (М/Ж)         |
| Квиннипэкский университет           | Частный | 10290                | Хамден, Коннектикут     | 1959          | Квиннипэк Бобкэтс (М/Ж)        |
| Политехнический институт Ренсселера | Частный | 7633                 | Трой, Нью-Йорк          | 1824          | РПИ Энджинирз (М/Ж)            |
| Сент-Лоуренский университет         | Частный | 2487                 | Кантон, Нью-Йорк        | 1856          | Сент-Лоуренс Сэйнтс (М/Ж)      |
| Юнион-колледж                       | Частный | 2050                 | Скенектади, Нью-Йорк    | 1795          | Юнион Датчмен/ Юнион Датчвумен |
| Йельский университет                | Частный | 12458                | Нью-Хейвен, Коннектикут | 1701          | Йель Булдогс (М/Ж)             |

## История
Турнир по хоккею с шайбой среди мужских студенческих команд колледжей Северо-Востока США стали проводить с 1961 года в качестве независимой ассоциации Восточной студенческой спортивной конференции (ECAC). В 1983 году из-за разногласий, связанных с совмещением учебного процесса и проведением хоккейного турнира команды Бостонского университета, Бостонского колледжа, Провиденского колледжа, Северо-Восточного университета и университета Нью-Гэмпшира приняли решение выйти из ECAC. В 1984 году командами этих учебных заведений создана ассоциация Hockey East, под эгидой которой в том же году был проведён первый сезон турнира по хоккею с шайбой. В том же году членом ассоциации Hockey East стала команда университета Мэна «Блэк Беарс», также покинувшая ECAC. В составе конференции, таким образом сталось 12 команд следующих учебных заведений: Военной академии США, Брауновского университета, Бостнского колледжа, Кларксонского университета, Колгейтского университета, Корнеллского университета, Дартмутского колледжа, Гарвардского университета, Принстонского университета, политехнического института Ренсселера, Сент-Лоуренского университета, Вермонтского университета и Йельского университета. После окончания сезона 1990/91 «Юнион Датчмен» заменила команду Военной академии США «Блэк Найтс». Окончательно состав хоккейного турнира сформировался в 2005 году, когда вместо «Вермонт Катамаунтс» (команд Вермонтского университета), перешедших в ассоциацию Hockey Eats, членами ECAC стали «Квиннипэк Бобкэтс».
Подготовку к проведению женского турнира по хоккею с шайбой ECAC начала в 1985 году. Начиная с сезона 1988/89 женские команды стали проводить неофициальные регулярные чемпионаты. Официально женский турнир в ECAC впервые стартовал, начиная с сезона 1994/95.
В 2007 году участники турнира по хоккею с шайбой Восточной студенческой хоккейной ассоциации образовали ECAC Hockey, членами которой стали 12 команд учебных заведений. При этом количество мужских и женских команд было одинаковым, что сделало новую конференцию единственной такой в Первом дивизионе NCAA.
ECAC Hockey — единственная среди других в Первом дивизионе NCAA, не изменившая своего состава в 2011 и 2012 годах, после проведения реорганизации крупных конференций, результатом которой стало создание хоккейного турнира в конференции Big Ten.